# Catedral de Granada

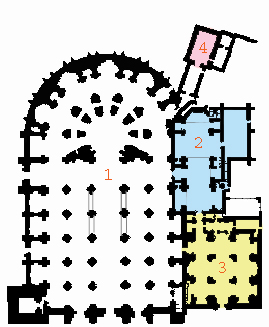
Planta da Catedral de Granada
1. Catedral
2. Capela Real
3. Igreja do Sacrário
4. Sacristia

A Igreja Catedral Metropolitana da Encarnação de Granada (em castelhano: Santa Iglesia Catedral Metropolitana de la Encarnación de Granada) é um templo católico da cidade espanhola de Granada, sé da diocese da cidade. O templo é uma das obras que representam o renascimento espanhol. É um edifício de estilo renascentista e barroco, construído entre 1526 e 1561. A obra deve-se maioritariamente a Diego de Siloé, mas na construção participaram outros arquitetos e artistas, como Henrique Egas [es] e Alonso Cano.

## Capela Real
A Capela Real de Granada (Capilla Real de Granada) é um edifício de estilo predominantemente gótico, construído entre 1505 e 1517, que atualmente é um anexo da catedral. É o local de sepultamento dos monarcas espanhóis os Reis Católicos, Joana, a Louca, Filipe, o Belo e Miguel da Paz, Príncipe de Portugal e das Astúrias. Para além destas ligações históricas, este edifício contém também uma galeria de obras de arte e outras peças associadas à rainha Isabel I de Castela.

### História
A Reino Nacérida de Granada foi o último domínio mouro do Al-Andalus a cair na Reconquista. Isso ocorreu em 1492 durante o reinado dos Reis Católicos , sendo a conquista da cidade uma etapa importante de seu reinado combinado. Em 13 de setembro de 1504, eles declararam que queriam que seus restos mortais fossem levados para Granada e para isso foi emitida uma carta régia em Medina del Campo, Castela-Leão, para a construção da Capela Real. A carta afirma:

Primeiro ordenamos que na Catedral da cidade de Granada faça uma capela honesta na qual estejam, quando a vontade de Nosso Senhor for, nossos corpos sepultados. Esta capela será chamada Dos Reis sob a invocação de São João Batista e São João Evangelista.
A Capela Real foi construída entre 1505 e 1517 em estilo gótico isabelino e dedicada a São João Batista e São João Evangelista, com a construção sob a direção de Enrique Egas em estilo gótico. Juan Gil de Hontañón, Juan de Badajoz o Velho e Lorenzo Vázquez de Segovia também estiveram envolvidos no projeto de construção.
O século XVI foi o século do maior esplendor da Capela Real. A construção ocorreu durante a vida do rei Fernando, e a capela floresceu sob seu sucessor, o imperador Carlos V, com a igreja decorada e a instituição de apoio sendo aprimorada. O final do século XVIII e início do século XIX trouxe dificuldades para a instituição. Estes estavam ligados a mudanças políticas, dificuldades econômicas e a profunda mudança nas relações Igreja-Estado. O regime liberal terminou com o regime do Patronato e as fundações originárias da instituição passam a ser uma entidade plenamente eclesiástica.
Alguma estabilidade foi trazida pela Concordata de 1851, que foi seguida por um decreto real de reorganização das capelas reais. Isabel II, que visitou a capela em 1862, promoveu uma nova organização. Com a Restauração alcança-se um novo equilíbrio, que se manifesta a partir dos anos do quarto centenário da capitulação de Granada e do descobrimento das Américas. Fruto desta renovação, este período assistiu também às primeiras publicações científicas sobre a capela e o seu acervo artístico.
Durante o século XX houve um crescimento nos aspectos históricos e artísticos, arquivísticos e musicais da capela. O museu foi criado por decreto real no ano de 1913. Com o desenvolvimento da indústria turística na Espanha na segunda metade do século XX, a Capela Real tornou-se uma das principais atrações turísticas da cidade de Granada. Recentemente houve uma restauração com a colaboração do Ministério da Cultura da Junta de Andaluzia e da Fundação Caja Madrid, juntamente com outras contribuições públicas e privadas.

## Imagens
| {{{caption}}}                 |
| Gravura da Capela Real (1850) |

| {{{caption}}}        |
| Interior da Catedral |

| {{{caption}}}        |
| Cruzeiro da Catedral |

| {{{caption}}}                 |
| Fachada da Igreja do Sacrário |